# Driss Chraïbi
Driss Chraïbi (in arabo إدريس الشرايبي‎?; El Jadida, 15 luglio 1926 – Drôme, 1º aprile 2007) è stato uno scrittore marocchino.
I principali temi delle sue opere sono il colonialismo, il conflitto culturale, e i diritti delle donne.

## Biografia
Nato a El Jadida da un'antica famiglia originaria di Fès, Chraïbi ha studiato chimica prima a Casablanca e poi a Parigi, per poi rivolgersi al giornalismo e alla letteratura. Ha pubblicato il suo primo romanzo, La passé simple, nel 1954.

## Opere
- Le Passé simple, Denoël,1954, Gallimard Folio, 1986
- Les Boucs, Denoël, 1955, Folio, 1989
- L'Âne, Denoël, 1956, Folio, 2012
- De tous les horizons, Denoël, 1958, réed. La Croisée des Chemins, Casablanca, 2015. D'autres voix, Soden, 1986
- La Foule, Denoël, 1961, rééd. 2016
- Succession ouverte, Denoël, 1962, Folio, 1979
- Un ami viendra vous voir, Denoël 1967
- La Civilisation, ma Mère !..., Denoël, 1972, Folio, 1988; Mamma mia, la civiltà, trad. it. R. Costa, prima edizione italiana con il titolo La civiltà, madre mia..., Franco Maria Ricci editore, Parma, Milano, 1974
- Mort au Canada, Denoël, 1975
- Une enquête au pays, Seuil 1981, Points, 1982 ISBN 2-02-006240-2
- La Mère du printemps, Seuil, 1982, Points, 1986; La madre della primavera, trad. it. E. Minnella, Macchine, 2008
- Naissance à l'aube, Seuil, 1986, Points, 1999; Nascita all'alba, trad. it. C. Paterlini e R. Damiani, Edizioni Lavoro, 1987
- L’inspecteur Ali, Denoël, 1991, Folio, 1993; L'ispettore Alì (1991), trad. it. G. Colance, Giunti Editore, 1999
- Une place au soleil, Denoël, 1993, Points, 2012; L'ispettore Alì al villaggio, trad. it. G. Colance, Marcos y Marcos, 1996
- L’Homme du Livre, Eddif - Balland, 1994, réed. Denoël, 2011; L'uomo del libro, trad. it. G. Colance, Zanzibar, 1995
- L’Inspecteur Ali à Trinity College, Denoël, 1996, Points, 2016; L'ispettore Alì al Trinity College, trad. it. G. Colance, Marcos y Marcos, 1996
- L'Inspecteur Ali et la C.I.A., Denoël, 1997, Points, 2011; L'ispettore Alì e la CIA, trad. it. G. Colance, Marcos y Marcos, 1998
- L'homme qui venait du passé, Denoël, 2004, Folio, 2006